# Ahot ketana
Ahot ketana ("Petite Sœur", אחות קטנה) est un poème liturgique de huit strophes chantées dans le rituel séfarade avant le début de la prière du soir de Roch Hachana.
Le vers "Que se finisse l'année et ses malédictions !" est modifié dans la dernière strophe en "Que l'année commence avec ses bénédictions !". Le poème symbolise le peuple d'Israël comme une petite sœur, qui doit beaucoup souffrir tout en restant fidèle à son amoureux céleste. L'auteur, Abraham Ḥazan, un chantre né à Thessalonique en 1533, a probablement composé la mélodie, qui est en mode hypodorien. Son nom apparaît sous forme d'un acrostiche dans le poème.
La mélodie présente des similitudes avec les airs contemporains de l'archipel grec.